# Frano Lederer
Frano Lederer (Ston 1868. – Dubrovnik 1931.), hrvatski orguljaš, zborovođa i glazbeni pedagog.

## Životopis
Gimnaziju završio u Dubrovniku, upisuje bogoslovju u Zadru, Grazu i Beču, ali malo pred ređenje odluči se posvetiti glazbi, koju zatim studira u Beču, Milanu i Varšavi. Nakon svršenih glazbenih nauka vraća se u Dubrovnik gdje radi kao zborovođa u pjevačkom društvu "Gundulić" i učitelj pjevanja u biskupskom sjemeništu. Uz to vrši službu orguljaša u katedrali i crkvi Sv. Vlaha i ostalim crkvama u Dubrovniku. Godine 1906. odlazi u Zadar gdje preuzima vodstvo hrvatskog pjevačkog društva "Zvonarić", vrši dužnost učitelja pjevanja u muškoj učiteljskoj školi u Arbanasima kraj Zadra te kao orguljaš prvostolne crkve gdje ostaje do kraja 1918.god. Vraća se ponovo u Dubrovnik gdje nastavlja s radom kao profesor pjevanja i glazbe na dubrovačkoj preparandiji, vodi crkveno pjevanje u katedrali i crkvi Sv. Vlaha te kao orguljaš po svim crkvama Dubrovnika. Bio je plodan glazbeni pisac i skladatelj isključivo crkvene glazbe. Izdao je "Pouku o Pjevanju" -  vrlo praktičan udžbenik pjevanja za srednje škole,  dosta crkvenih pjesama među kojima se ističu: Pastorala (Kog ste vidili pastiri) za 5-gl mješoviti zbor i mali komorni orkestar, himnu Sv. Vlahu, Tebe Boga hvalimo, Muku Gospodnju za Cvjetnicu, nekoliko Litanija i Svetootajstava, te đačke operete "Mali ptičar" i "Studentice"